# Chevrolet Chevette
Chevrolet Chevette — субкомпактний автомобіль із переднім розташуванням двигуна та заднім приводом, який виготовлявся та продавався компанією Chevrolet для модельних років 1976–1987, як тридверний або п’ятидверний хетчбек. Представлений у вересні 1975 року Chevette витіснив Vega як субкомпактний автомобіль Chevrolet початкового рівня, і за 12 років було продано 2,8 мільйона одиниць. Chevette був найбільш продаваним малим автомобілем у США для модельних років 1979 та 1980.
Chevette використовував глобальну Т-платформу General Motors. У всьому світі GM виготовив і продав понад 7 мільйонів автомобілів типу T – модифікованих варіантів з використанням платформи T – включаючи Pontiac Acadian у Канаді, Pontiac T1000/1000 у Сполучених Штатах (1981–1987), K-180 в Аргентині, Vauxhall Chevette, Opel Kadett, Isuzu Gemini, Holden Gemini і Chevy 500 як утилітарне купе (пікап). Варіант T-car залишався у виробництві в Південній Америці до 1998 року.
Представлений у повнокольоровій загальнонаціональній кампанії в 140–150 найбільших щоденних газетах країни, New York Times сказав, що «маленький американський автомобіль тримається в очах іноземців». Озираючись на Chevette у 2011 році, те саме видання назвало Chevette «зробленим безладно, мало обробленим і малопотужним». Consumer Guide описав Chevette як «до крайності позбавлений уяви».

## Двигун
- 1.4L  OHC I4
- 1.6L  OHC I4
- 1.8L 4FB1 diesel I4

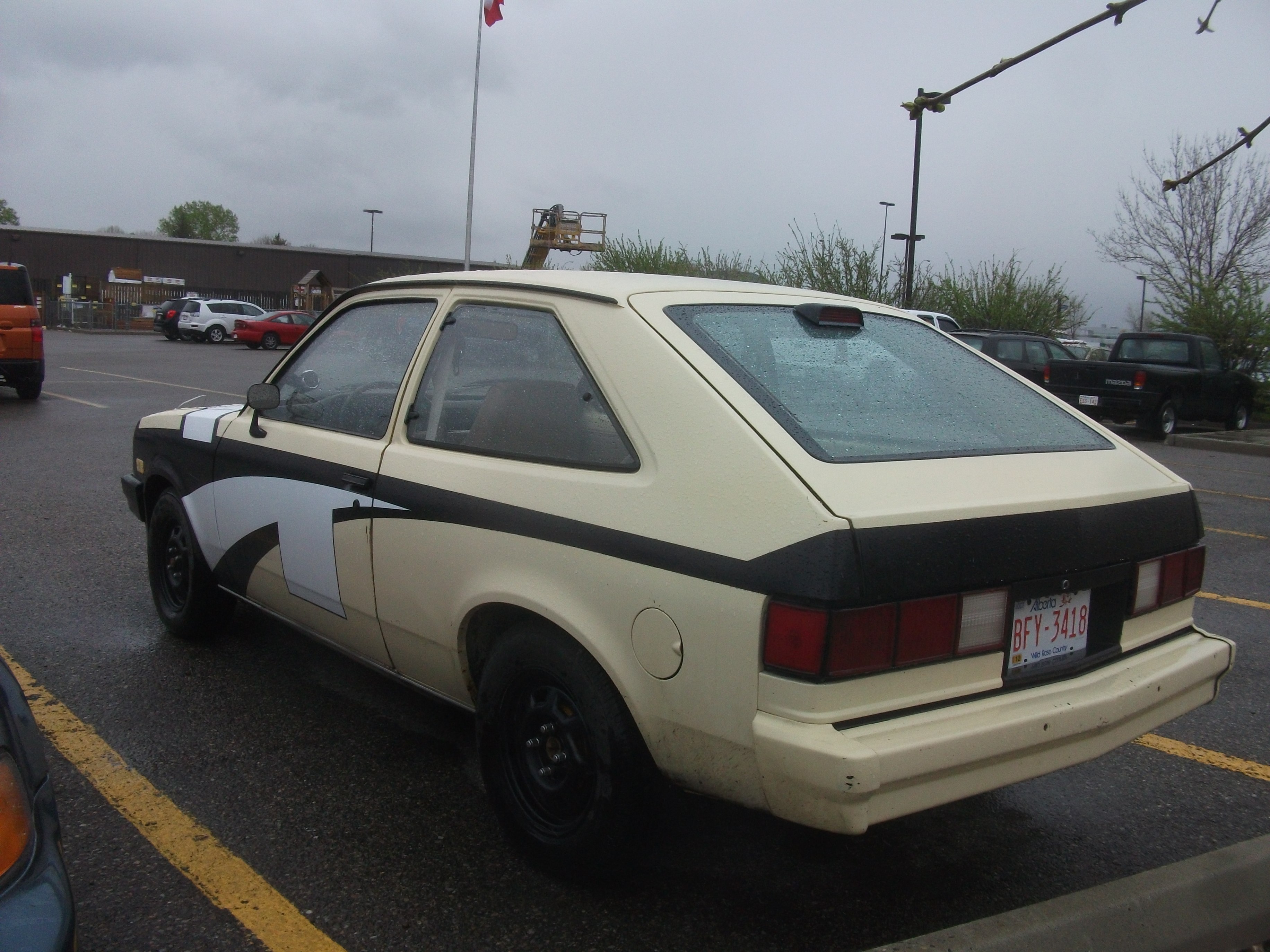
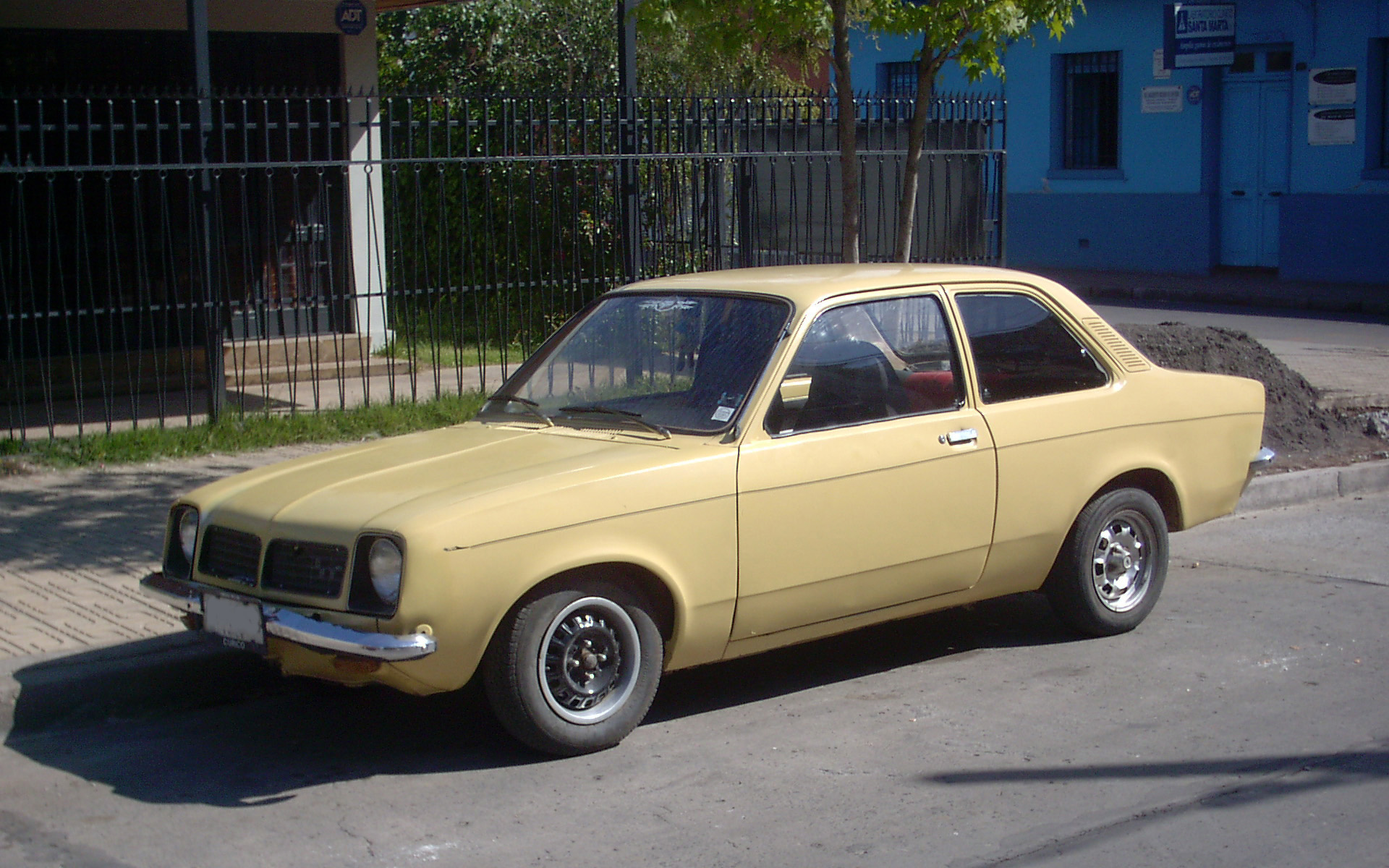
Chevrolet Chevette 1.4 SL 1979
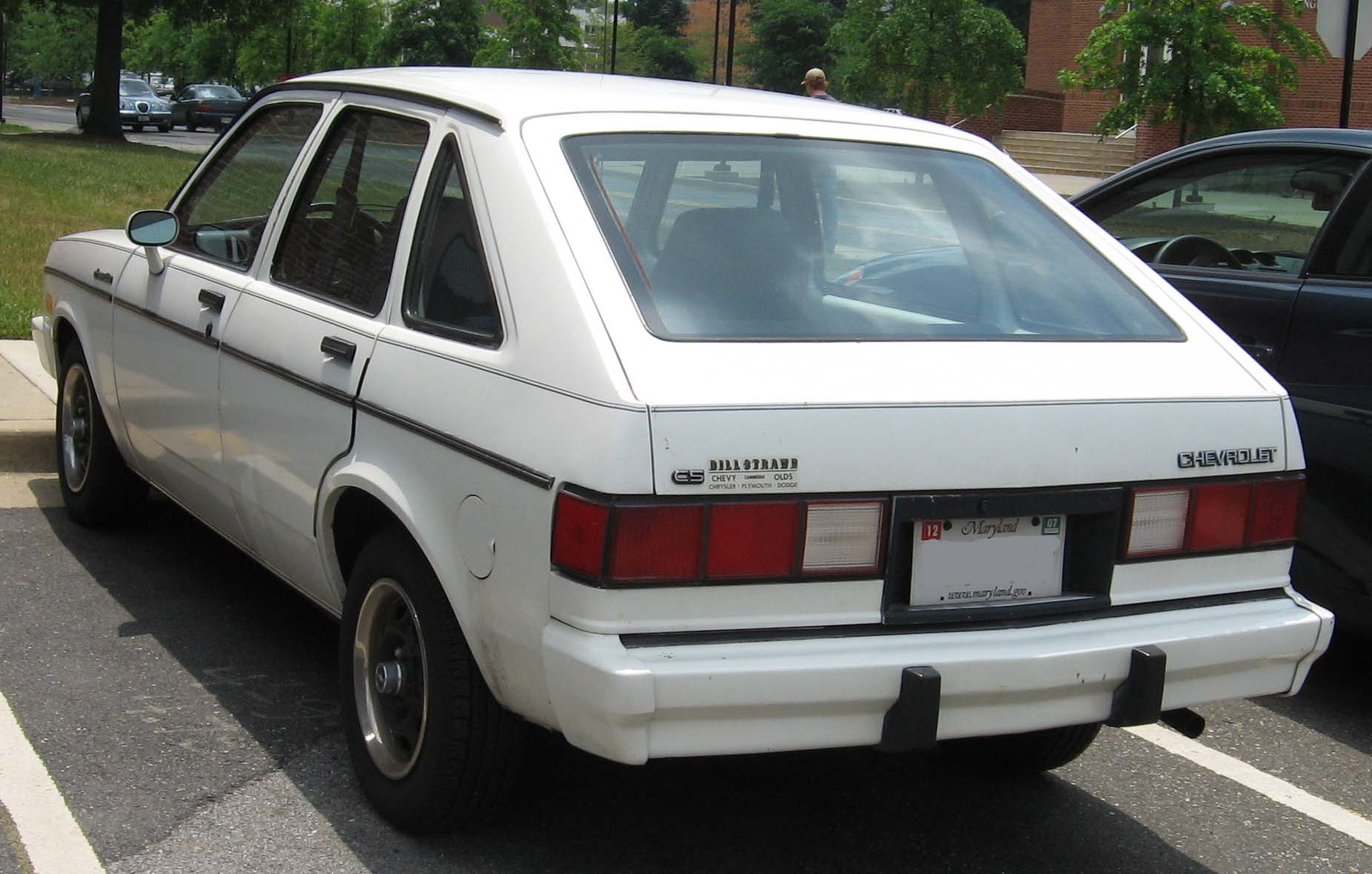
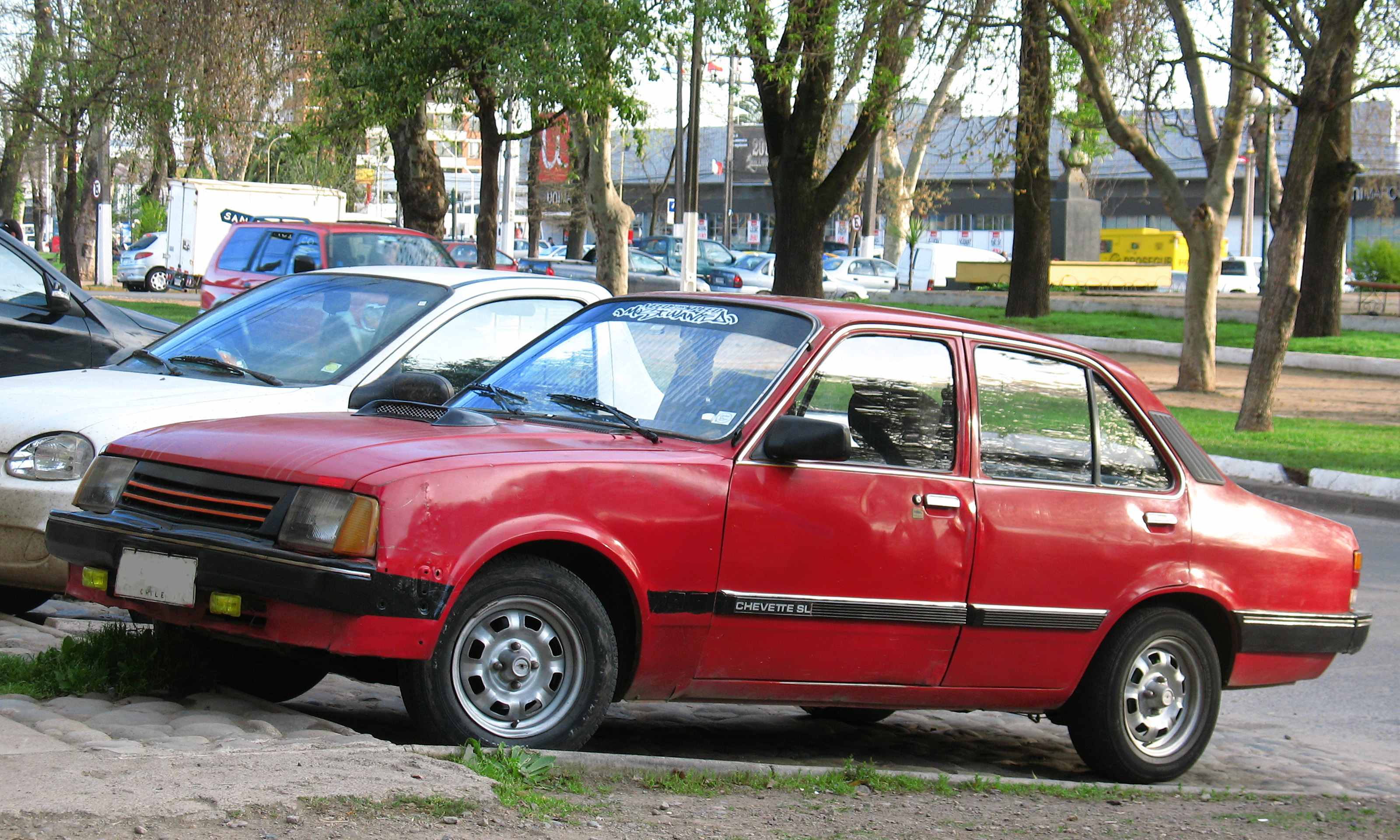
Chevrolet Chevette 1.4 SL 1990 (Латинська Америка)
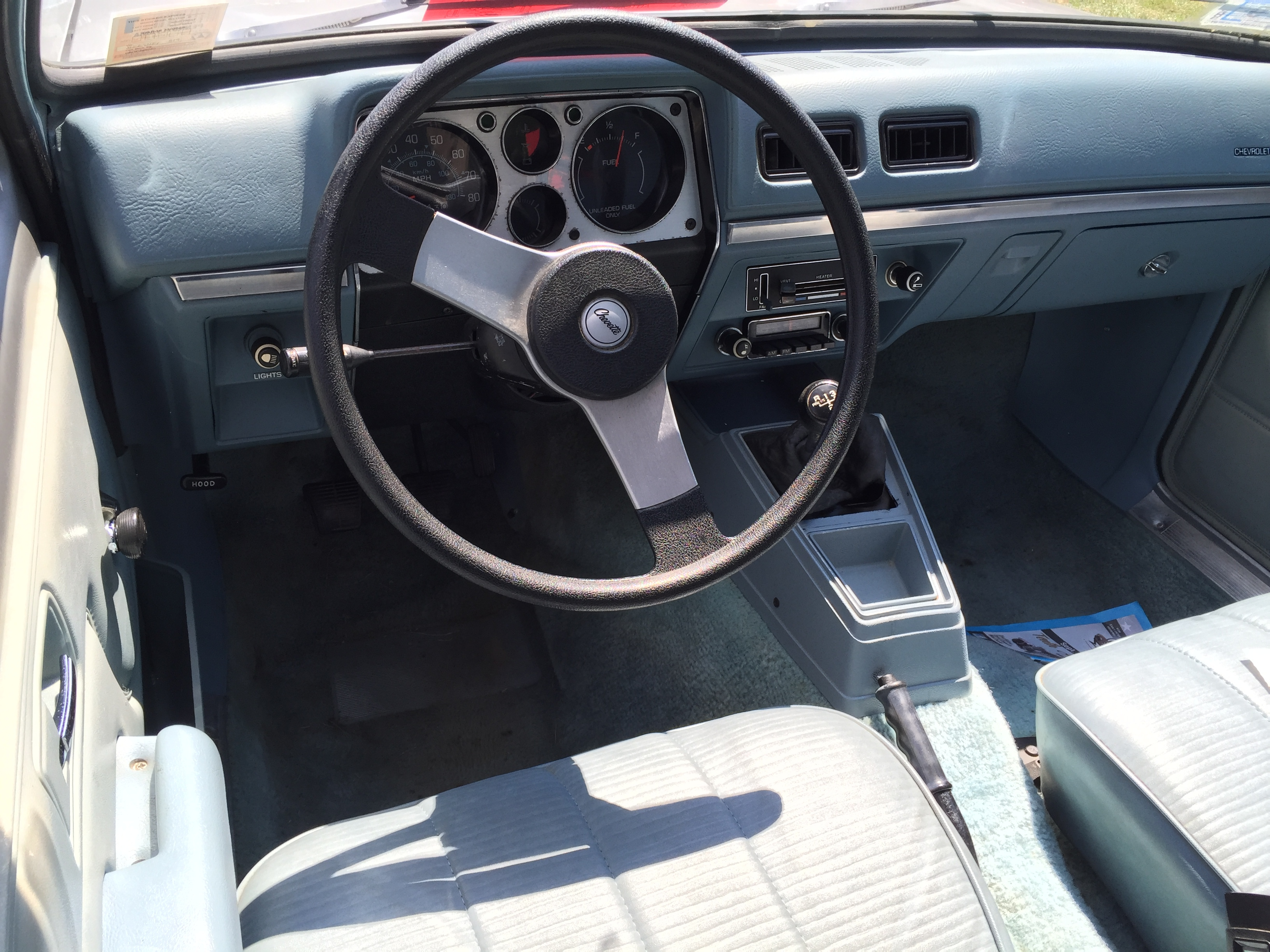